# Dürler (Burg-Reuland)

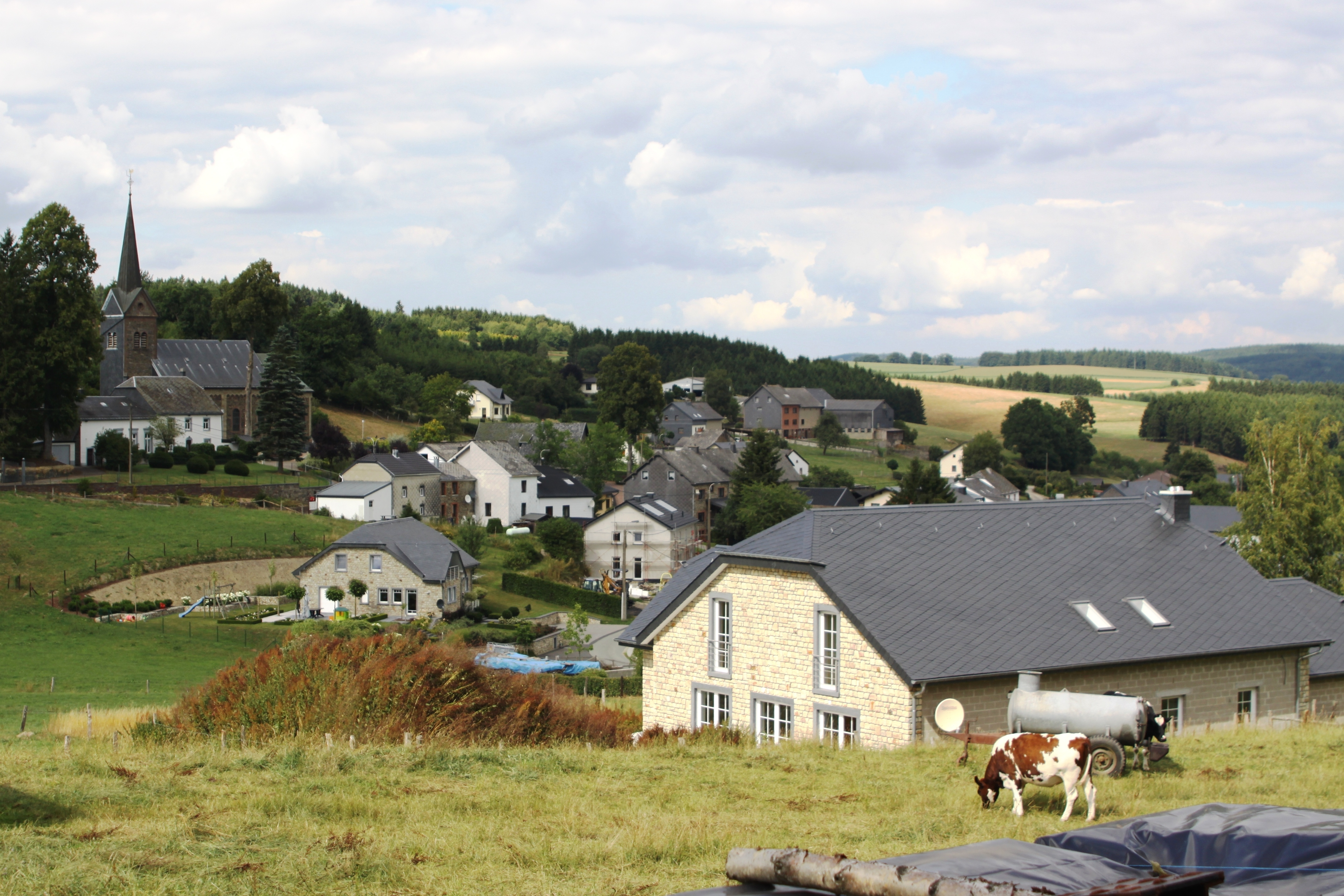
Blick auf Dürler

Dürler ist ein Dorf in der belgischen Eifel mit 190 Einwohnern, das zur Gemeinde Burg-Reuland in der Deutschsprachigen Gemeinschaft gehört.

## Geografie
Dürler liegt rund 13 Kilometer südlich der Stadt Sankt Vith und nur rund zwei Kilometer nördlich der luxemburgischen Staatsgrenze. Der Ort liegt im Tal des Mühlbachs, ein Nebenfluss der Ulf.

## Sehenswertes
Die St.-Matthias-Kirche wurde 1901 neu erbaut, das Pfarrhaus stammt aus dem Jahr 1779. In der Ortsmitte steht das mindestens 250 Jahre alte Marx-Haus, das im Trierer Stil im 18. Jahrhundert in der Zeit der österreichischen Herrschaft erbaut wurde.

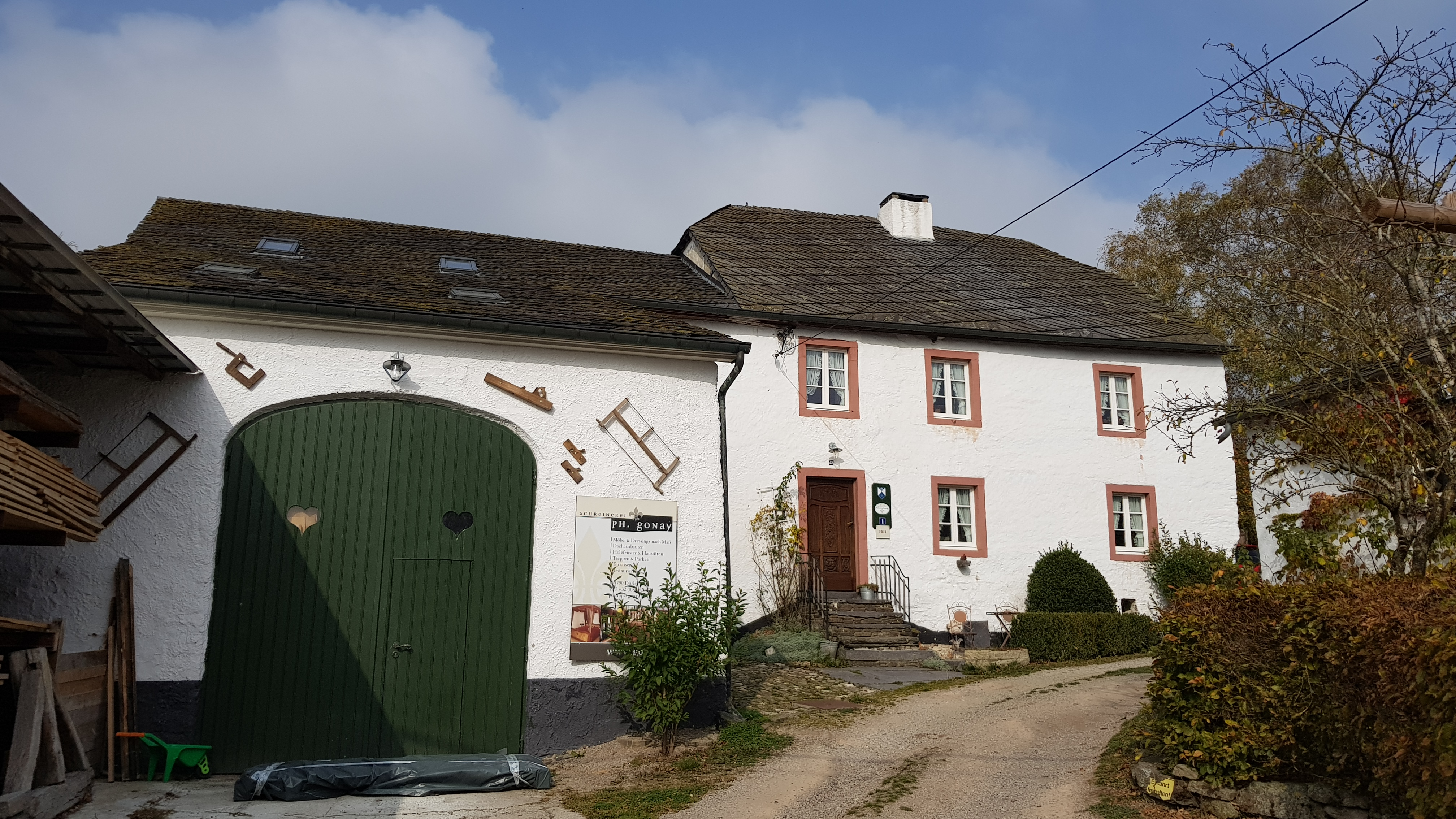
Haus Marxgasse 3

Das Haus Marxgasse 3, ein weiß verputztes Bruchsteinhaus mit Schiefersatteldach aus dem 18. Jahrhundert, steht als typisches Beispiel für ein historisches Eifelhaus unter Denkmalschutz.

## Geschichte
Erstmals erwähnt wird Dürler als „Durlenges“ in einer Urkunde des Klosters Stablo um das Jahr 1151. Die erste Silbe des Wortes (Dür-) steht für Gehölz oder Gestrüpp; die zweite Silbe (-ler bzw. -lar) steht für Wohnstätte oder Siedlung.